# Johan Backer Lunde
Johan Backer Lunde, född 6 juli 1874, död 4 november 1958, var en norsk tonsättare och pianist.
Lunde var elev till Agathe Backer-Grøndahl och Ferruccio Busoni. Han skrev över 200 sångare och ballader, piano- och orkestermusik med mera.